# Homospora
Homospora là một chi bướm đêm thuộc họ Geometridae.